# Tiberio de Jesus Acevedo
Tiberio de Jesús Acevedo (Santa Bárbara, Antioquia, 19 de octubre de 1958) es un escritor colombiano que ha publicado obras de historia, ensayo filosófico, teatro, novela y poesía. Se casó con Míryam Pérez García, una mujer indígena de la etnia piapoco, con quien tiene dos hijos, Jhonnatan y Suray. Actualmente vive en la comunidad Cucurital en el Resguardo Indígena El Paujil, en el municipio de Inírida, departamento del Guainía.

## Obras

### Narrativa
- El Último Indígena Edición: 1.ª Editorial Colombia Nueva. (1987)
- El Último Indígena Edición: 3.ª ed. Edición Miryam Pérez García. Programa Regional de Apoyo a los Pueblos Indígenas de la Cuencia del Amazonas (1994)
- El Último Indígena Edición: 3.ª Editorial: Bogotá: Fondo Mixto para la Promoción de la cultura y las artes del Guainía (1998)[2]

### Historia
- Historia de Inirida (2002), (2021)

### Poesía
- Cantar de mi selva (1979)
- Una lírica para mi tribu (1981)
- Viaje al sur (2019)
- '[La selva maravillosa (2019)

### Ensayo filosófico
- Ética para Suray (2018)
- Filosofía Indígena (2019)

### Teatro
- Los Feos (1982)